# Claire Hamilton
Pour les articles homonymes, voir Hamilton.
Claire Hamilton, née le 31 janvier 1989 à Dumfries en Écosse, est une curleuse écossaise. 
Elle remporte le titre de championne du monde aux championnats du monde à Riga en Lettonie en 2013. Elle a aussi gagné le championnat d'Europe 2011 à Moscou. Elle participe sous les couleurs de la Grande-Bretagne aux Jeux olympiques d'hiver de 2014 à Sotchi et y remporte la médaille de bronze.

## Palmarès

### Jeux olympiques
- Médaillée de bronze olympique lors des Jeux olympiques d'hiver de 2014 à Sotchi. ( Russie)

### Championnats du monde
- 9e du Championnats du monde 2011 à Esbjerg. ( Danemark)
- 6e du Championnats du monde 2012 à Lethbridge. ( Canada)
- Championne du monde lors du Championnats du monde 2013 à Riga. ( Lettonie)

### Championnats d'Europe
- Championne d'Europe lors du Championnats d'Europe 2011 à Moscou. ( Russie)
- Vice-championne d'Europe lors du Championnats d'Europe 2012 à Karlstad. ( Suède)
- Vice-championne d'Europe lors du Championnats d'Europe 2013 à Stavanger. ( Norvège)